# Mihkel Truusööt
Mihkel Truusööt (bis zur Estnisierung seines Namens 1936 Mihkel Traugot Treuhold; * 23. Oktoberjul. / 5. November 1903greg. in Risti, heute Kreis Lääne, Estland; † 23. März 1993 in Stockholm, Schweden) war ein estnischer Politiker und Unternehmer.

## Leben
Mihkel Truusööt wurde als sechstes Kind von Mihkel (1864–1937) und Mari Treuhold (geb. Wolman) geboren.
Mihkel Truusööt nahm bereits als 15-Jähriger am Estnischen Freiheitskrieg gegen Sowjetrussland (1918–1920) teil. Er wurde darin schwer verwundet.
Nach dem Krieg schloss er das spätere Gustav Adolfi Gümnaasium in Tallinn ab. Bis 1929 studierte er Wirtschaftswissenschaft an der Juristischen Fakultät der Universität Tartu.
Truusööt arbeitete dann in führender Position in einem Universal-Warenhaus in Viljandi, dem ersten seiner Art in Estland. Daneben war er Miteigentümer der estnischen Zeitungen Sakala und der Verlagsvereinigung Oma Maa und war in Führungspositionen an weiteren estnischen Unternehmen beteiligt.
1937 war Truusööt Mitglied im Rahvuskogu, der verfassungsgebende Versammlung der Republik Estland, die die neue estnische Verfassung von 1938 ausarbeitete.
Während des Zweiten Weltkriegs gelang Mihkel Truusööt mit seiner Familie die Flucht vor der Roten Armee nach Schweden. Er blieb in estnischen Exilkreisen aktiv. Vom 12. Januar 1953 bis zum 10. September 1956 war Truusööt Wirtschaftsminister und geschäftsführender Verkehrsminister in der estnischen Exil-Regierung von Johannes Sikkar (Kabinett Sikkar).
In Schweden war er bei dem Elektronik-Unternehmen Ericsson beschäftigt.
Mihkel Truusööt starb im März 1993 im Alter von 89 Jahren in Stockholm. Er liegt auf dem dortigen Skogskyrkogården begraben.

## Privatleben
Mihkel Truusööt heiratete 1928 seine Studienkollegin, die Wirtschaftswissenschaftlerin Benita Rammo (1904–1999). Das Paar hatte drei Kinder.